# NGC 302
NGC 302 är en ensam stjärna belägen i den mellersta delen av stjärnbilden Valfisken. Den har en  skenbar magnitud av ca 16,6 och kräver ett kraftfullt teleskop med kamera för att kunna observeras. Den upptäcktes 1886 av Frank Muller.

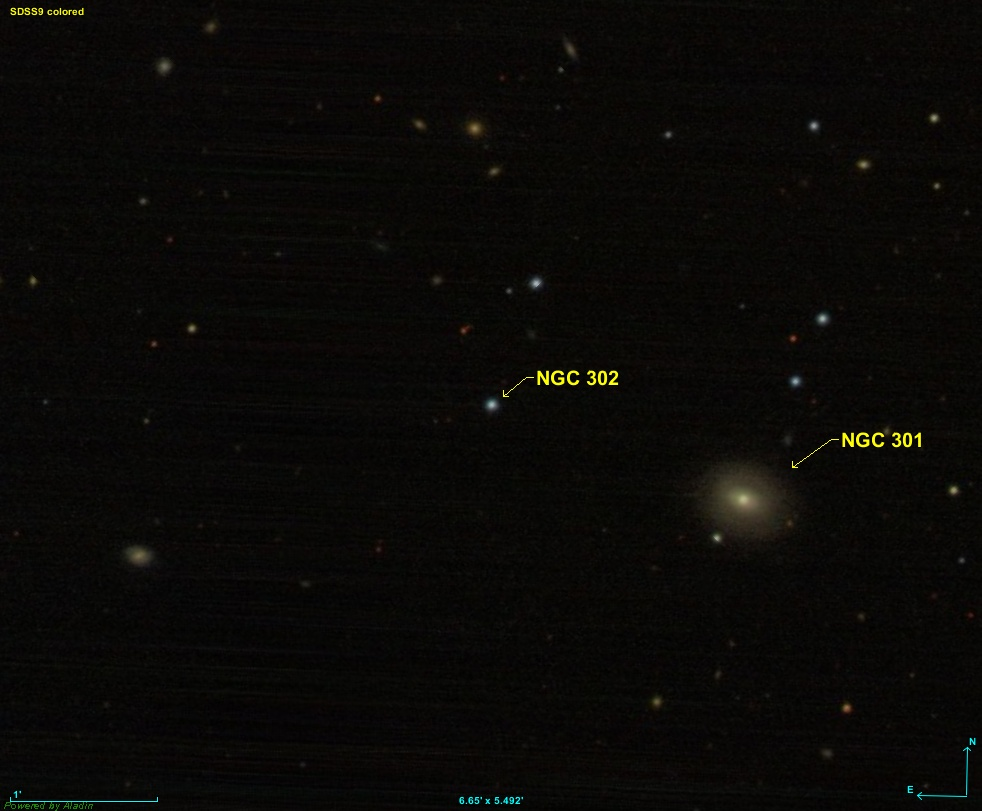
NGC 302